# Xfce
Xfce (pronunciato come se ogni lettera fosse indipendente dalle altre) è un ambiente grafico per vari sistemi Unix-like (come GNU/Linux o FreeBSD), creato da Olivier Fourdan nel 1996.

## Caratteristiche
Xfce si pone l'obiettivo di essere leggero e veloce pur restando visivamente piacevole e semplice da utilizzare. Una delle caratteristiche principali di Xfce è quella di essere costituito da numerosi componenti che, nel loro insieme, formano l'ambiente desktop, ma che possono anche essere utilizzati singolarmente permettendo all'utente di creare una propria sessione personalizzata contenente solo le funzioni di cui egli ha bisogno.
Xfce era basato sulle librerie grafiche GTK+ 2 (le stesse usate da GNOME 2), ma con la versione 4.12 è iniziata la conversione al toolkit GTK+ 3. Questa transizione è stata completata con il rilascio della vers. 4.14. Xfce utilizza meno risorse di GNOME e KDE rendendolo un ottimo compromesso tra leggerezza, funzionalità e bellezza dell'interfaccia. Il window manager utilizzato è Xfwm4, un software nato in seno al progetto e creato specificamente per Xfce che dalla versione 4.2 integra un proprio compositor.
Xfce lascia inoltre molta libertà all'utente in fase di compilazione permettendo così alle varie distribuzioni Linux per cui è pacchettizzato di fornire all'utilizzatore esperienze molto diverse tra loro sia a livello grafico che nell'utilizzo del sistema stesso.

## Componenti
Xfce è dotato di una serie di applicazioni grafiche create utilizzando il framework di sviluppo messo a disposizione da questo ambiente desktop. Oltre ai software più comuni per un desktop environment quali xfce4-terminal (un emulatore di terminale), xfce4-settings (un'interfaccia grafica per gestire le impostazioni di sistema) e xfdesktop (il software che si occupa della gestione della scrivania).
L'ambiente desktop, sebbene non fornisca un gestore grafico degli accessi, utilizza una serie di applicazioni che nel corso degli anni hanno suscitato un forte apprezzamento dalla comunità GNU/Linux al punto che spesso molte di loro vengono utilizzate indipendentemente da Xfce.

### Midori
Midori è un browser web basato su WebKit e i suoi punti di forza sono la velocità, la leggerezza e il rispetto per la privacy dell'utente. È stato adottato da distribuzioni che non utilizzano l'intero ambiente desktop come Bodhi Linux e elementary OS, l'ultima delle quali contribuisce attivamente allo sviluppo di questo software.

### Thunar
È il file manager predefinito di Xfce. Come tutti i componenti di questo ambiente desktop mira ad essere leggero e veloce anche su hardware più datati. Caratteristiche peculiari di questo software sono la sua estensibilità tramite vari plugin e la possibilità per l'utente di creare azioni personalizzate che permettono di automatizzare le più disparate funzioni.

### Xfburn
Un'applicazione per masterizzare CD o DVD. Permette la cancellazione di dischi riscrivibili, la creazione e masterizzazione di dischi audio, video o dati e supporta i principali formati di file immagine.

### xfce4-panel
Xfce4-panel è un programma di Xfce che gestisce i pannelli (la/le barre di pulsanti sul desktop), che possono contenere diverse applet: dai classici lanciatori, cioè icone che avviano un determinato programma (o comando), a strumenti più complessi come un selettore per gli spazi di lavoro, una lista delle finestre aperte, o un'applet che controlli la posta elettronica.

Contenendo quindi gran parte del necessario per interagire con il resto del desktop environment, è considerato una delle applicazioni fondamentali di Xfce.

### xfwm4
Il window manager ufficiale del progetto Xfce è stato sviluppato secondo le linee guida di tale desktop environment. È stato il primo gestore delle finestre a integrare un compositor opengl, permettendo, anche ad un computer dotato di hardware poco performante, di avere effetti grafici come ombre e trasparenze.

## Utilizzo nelle distribuzioni GNU/Linux
È possibile trovare Xfce nei repository della maggior parte delle distribuzioni GNU/Linux tra cui Arch Linux, Debian, Devuan, Fedora, Mageia, OpenSuse ed Ubuntu. Attualmente viene inoltre utilizzato come ambiente desktop di default su:
- Aptosid
- BeleniX (OpenSolaris)
- BackBox (BackBox)
- Dreamlinux
- dyne:bolic
- Fedora Xfce Spin
- FreeSBIE (FreeBSD Live CD)
- Frugalware
- Linpus se selezionato come alternativa all'interfaccia predefinita.
- Linux Lite
- Linux Mint (Xfce Community Edition)
- Manjaro
- MX Linux
- SAM Linux
- SolydX
- Ubuntu Studio
- VectorLinux (Standard Edition)
- Xfld (Xfce live demo)
- X-Light Mind
- Xubuntu
- Zenwalk
- Peppermint OS 11